# Regione di Callao
La Regione di Callao è una regione del Perù, coincidente con la sola provincia di cui è costituita, la provincia costituzionale di Callao; ha come capoluogo Callao e ha una popolazione di 994 494 abitanti.

## Città di Callao
Callao (El Callao in spagnolo) è una città marittima del Perù, porto di Lima da cui dista pochi chilometri, fondata nel 1537 dagli spagnoli e fortificata potentemente, tanto da renderla quasi inespugnabile, era il primo porto militare del Pacifico. Le fortificazioni nel XIX secolo furono rinnovate dal Perù, con la distruzione delle vecchie opere spagnole e la creazione di batterie più moderne.

## Storia

### Battaglia navale del Callao (1624)
Una flotta olandese di dodici vascelli si presentò davanti al porto ove trovò uno sbarramento di una trentina di navi collocate dal viceré del Perù. Gli olandesi piombarono sul centro del nemico dove affondarono la nave ammiraglia spagnola e altre due navi e danneggiarono la vice-ammiraglia. Nei giorni seguenti la lotta si riaccese e altre quattro navi spagnole furono affondate. Tuttavia gli olandesi non poterono impadronirsi del Callao e dovettero ritirarsi.

### Attacchi al Callao (1819-1820)
Durante la guerra d'indipendenza contro la Spagna il Callao era nelle mani degli Spagnoli e venne attaccata il 29 febbraio 1819 dai rivoltosi con tre fregate ed una corvetta con al comando l'ammiraglio Thomas Cochrane. La lotta terminò con la ritirata dei rivoltosi che però si impadronirono dell'isola di San Lorenzo, a poche miglia dalla piazza, e la fortificò. La notte del 2 ottobre 1819 il Cochrane, ritentò con tre fregate e quattro corvette, ma il fuoco intenso dei difensori lo respinse un'altra volta.
Il 5 novembre 1820 si fece un terzo tentativo ed il Cochrane sorpassò le difese e sali all'abbordaggio della fregata spagnola Esmeralda, se ne impadronì e riuscì a rimorchiarla fuori del porto. Con questa cattura divenne padrone delle acque e bloccò il Callao che cadde nelle mani degli insorti l'anno seguente, dopo la presa di Lima.
Nel 1824, un'insurrezione locale militare diede di nuovo in mano alla Spagna il Callao, ma dopo la battaglia di Ayacucho venne di nuovo investita dall'esercito dell'indipendenza, resistette per tredici mesi fino al 26 gennaio 1826, anno in cui l'ultimo vessillo spagnolo dell'America del Sud veniva ammainato.
c'è anche la Diocesi di Lolo

### Attacco al Callao (1866)
Il 2 maggio, al comando dell'ammiraglio Mendez Nunez, una squadra spagnola di sei fregate, attaccò il Callao. Dopo qualche ora di fuoco, non riuscì che a danneggiare lievemente le fortificazioni e la città, riportando danni alle navi tanto che dovette allontanarsi.

### Presa del Callao (1881)
La flotta cilena, agli ordini del Riberos, pose il 10 aprile del 1880 il blocco al Callao. Il 12 maggio, incomincia ad intervalli il bombardamento dei forti. Il 25 maggio, in un duello fra due torpediniere, Indipendecia (peruviana) e Janequeo (cilena), la prima riuscì a far saltare la seconda mediante un siluro. I bombardamenti si intensificano sino all'8 gennaio 1882, giorno in cui la piazza fu costretta ad arrendersi.
Il Callao fu restituito al Perù dopo la pace del 1883.

## Geografia antropica

### Suddivisioni amministrative
La provincia costituzionale di Callao è divisa in sette distretti (distritos in spagnolo), ognuno dei quali governato da un sindaco o alcalde.
1. Callao (1) - Callao centro
2. Bellavista (2)
3. Carmen de la Legua-Reynoso (3)
4. La Perla (4)
5. La Punta (5)
6. Ventanilla (6)
7. Mi Perú (7)

Il resto della regione (*) è composto dalle isole di San Lorenzo, El Frontón e Cavinzas, non comprese in alcun distretto, per un'area complessiva di 17,63 km².